# Коледж святого Івана (Оксфорд)
Сент-Джонс (англ.  St John's College) — коледж Оксфордського університету. Є найбагатшим коледжем університету, бюджет на 2010 рік 313 млн фунтів.
Приміщення коледжу знаходяться на великій території, вони включають як сучасні споруди, так і стародавні будівлі коледжу.

## Історія
1 травня 1555 року лорд-мер Лондона Томас Вайт отримав дозвіл короля на будівництво благодійного коледжу для навчання студентів Оксфордського університету.

## Відомі учні і випускники
- Тоні Блер
- Апхісіт Ветчачива
- Родрі Морган
- Лестер Пірсон
- Дін Раск
- Анджела Ігл